# Centro Municipal de las Artes
Il Centro Municipal de las Artes (Centro Municipale delle Arti o Centro Comunale delle Arti) è un'istituzione culturale pubblica comunale, ubicata all'interno dell'Antigua Presidencia Municipal (Vecchio municipio) di Ciudad Juárez, nello stato di Chihuahua in Messico.

## Storia
Dopo la ribellione degli indiani Pueblo del Nuovo Messico del 1680, il governo spagnolo di Antonio de Otermín si rifugiò a Paso del Norte, e iniziò la costruzione nel 1685 di un presidio che permettesse agli spagnoli di proteggersi dall'attacco degli indios locali, oltre ad essere un punto di sorveglianza per controllare i territori esplorati e conquistati. La sua costruzione fu affidata all'allora sindaco Diego de Vargas. L'edificio fu completato lo stesso anno e il giorno della sua inaugurazione José María Gracia, divenne sindaco. Nell'edificio avevano i loro uffici il governatore del Nuovo Messico, il sindaco, il vicesindaco e il capo militare. Agli inizi del 1900 venne costruito il primo carcere pubblico (oggi scomparso), per cui parte dell'edificio originario fu demolito, riducendone notevolmente le dimensioni, a quelle attuali. Nel 1909 ebbe luogo l'incontro tra i presidenti Porfirio Díaz e William Howard Taft, in quell'occasione l'edificio fu ristrutturato e ribattezzato Casa Consistorial. Il 1 aprile 1938, il sindaco di Juárez, José Borunda Escorza, morì nel suo ufficio, vittima di un attentato, una bomba che gli era stata inviata per posta, gli esplose tra le mani. Nel 1942, il sindaco Antonio J. Bermúdez ordinò la costruzione del primo piano, che avrebbe ospitato il nuovo ufficio del sindaco e la sala del consiglio comunale. Nel 1947, l'ingegnere Salvador Aguirre Chávez, per ordine del sindaco Carlos Villarreal, ricostruì l'edificio con una facciata in pietra vulcanica Tezontle rossa. Nel 1976, il sindaco Raúl Lezama incaricò il muralista José Guadalupe Díaz Nieto di realizzare un murale che illustrasse la storia della città, sulla scalinata principale del palazzo. Nel 1983, con l'edificio ormai obsoleto, per il suo compito, venne decisa la costruzione dell'Unità Amministrativa Benito Juárez, l'ultimo sindaco ad utilizzare il palazzo, fu José Reyes Estrada, l'edificio smise di funzionare come presidenza municipale nel 1983. L'amministrazione guidata dall'Ing. Gustavo Elizondo Aguilar restaurò l'edificio il 12 settembre 2000, trasformandolo nel Centro Comunale delle Arti, scuola dove si studiano le carriere tecniche della Musica, delle Arti Plastiche, della Danza e del Teatro. Il 24 giugno 2022 il direttore dell'Istituto di Cultura del Comune di Juárez (Ipacult), Miguel Ángel Mendoza Rangel, annunciò la ristrutturazione del Centro Municipale delle Arti (CEMA) che iniziò ad agosto, con un investimento di 4 milioni 897mila pesos messicani, per risistemare l'interno, l'esterno e il patio principale; i lavori si sono conclusi il 17 dicembre 2022.

## Descrizione

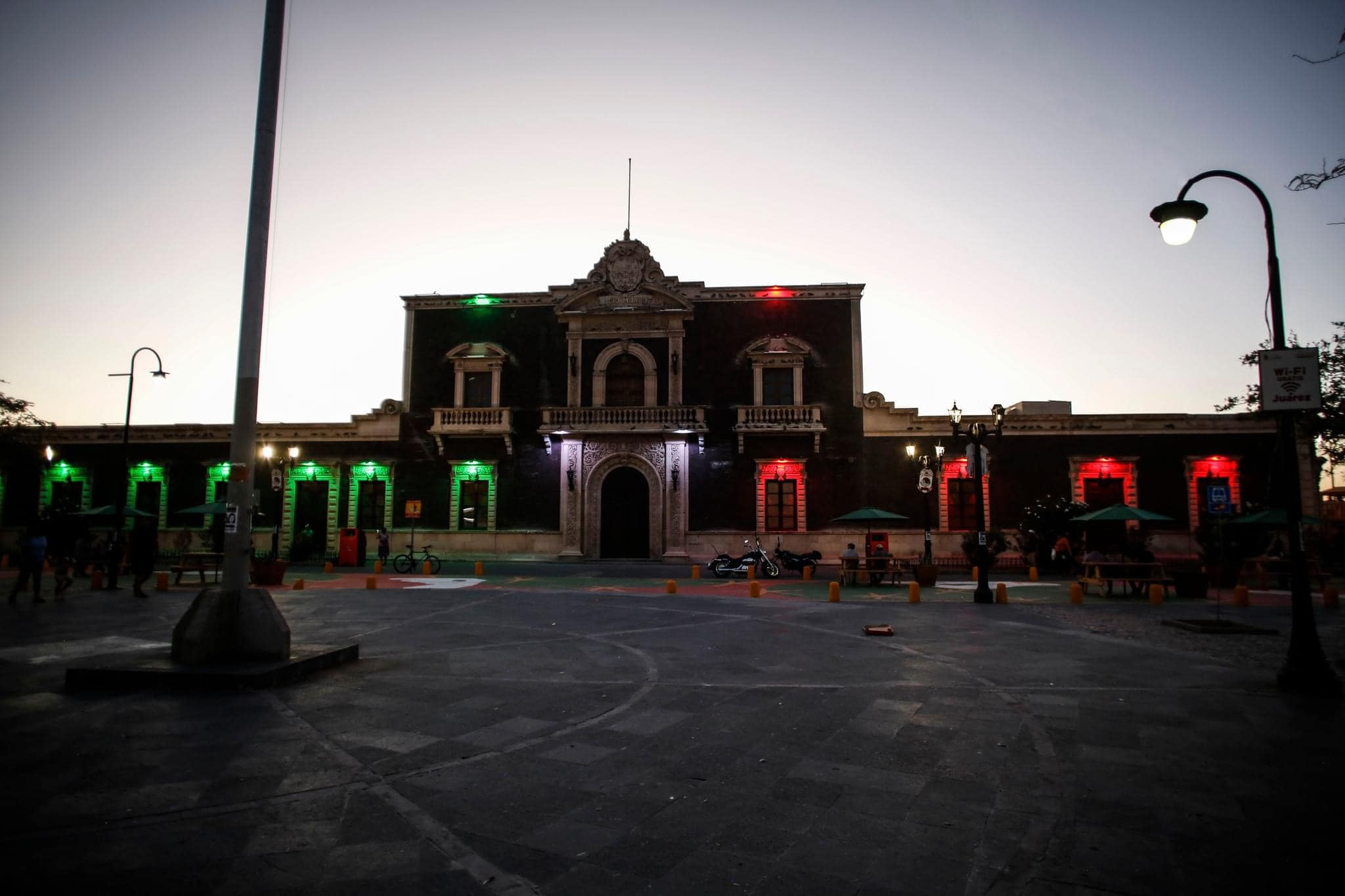
Antica Presidencia Municipal de Ciudad Juárez, nel 2025 immagine notturna

La facciata è in pietra vulcanica Tezontle rossa, con tre balconi e due finestre principali. Il balcone principale è ornato dallo stemma della città e dalla legenda Palacio Comunal 1947, oltre ad avere al centro una campana. Entrando dalla porta principale, si ha accesso alla sala affrescata dal muralista José Guadalupe Díaz Nieto nel 1976, ai due lati, due scale gemelle, che si uniscono in una sola scala centrale, danno accesso al piano superiore, dove si trovano l'ufficio del sindaco e la sala del Consiglio Comunale, l'ufficio conserva ancora l'arredamento originale, decorato in legno rosso, attualmente ospita mobili antichi dell'epoca, la scrivania originale del sindaco e la poltrona presidenziale occupata dal 1942 al 1983, al centro delle due scale, si trova una copia in bronzo di un libro, con scritta la "Carta di Benito Juárez a Matias Romero", scritta il 26 gennaio 1865, opera dello scultore José Guadalupe Díaz Nieto. (il libro in bronzo originale venne trasferito nella nuova Unità Amministrativo comunale Benito Juárez nel 1983), lo stesso ingresso, tramite un porta, da accesso al Patio Central (giardino centrale), che contiene piante originarie della regione, e fontana al centro del patio. Espone anche un pezzo originale del Monumento a Juárez, una tessera di marmo che si staccò dal monumento e che contiene la parola "Reforma". Il restante piano terra è suddiviso in due parti, su un'ala, il Salón de los Espejos, in origine era la sede del leader politico e del sindaco; era decorata con un arazzo rosso con un dipinto con lo stemma nazionale, del pittore francese Léon Trousset. In questa stanza è avvenuto l'attentato contro l'ex sindaco José Borunda Escorza. Successivamente fu occupato dall'ufficio comunale di transito. Attualmente è adornata da specchi ed è adibita a sala da ballo. Sull'altra ala l'Auditorio, inizialmente era la tesoreria comunale, negli anni venti del XX secolo divenne l'ufficio del dipartimento delle fognature e dei drenaggi, successivamente divenne l'ufficio della riscossione delle tasse comunali ed è attualmente un auditorium che può ospitare 1.000 persone. Le altre porte al piano terra, sono solo ornamentali, in quanto non vengono più usate dopo il vari restauri.

## Attività
L'edificio è oggi il Centro Municipal de las Artes, una scuola dove si studiano le carriere tecniche della Musica, delle Arti Plastiche, della Danza e del Teatro, non è quindi aperto al pubblico; in determinate occasioni, vengono organizzate dal comune visite guidate, senza però un calendario effettivo, chiedendo al custode in turno alla porta principale è possibile vedere l'atrio con i dipinti e le scale ma non il resto dell'edificio.